# Paul R. Halmos – Lester R. Ford Award
Il Paul R. Halmos - Lester R. FordAward, precedentemente noto come Lester R. Ford Award, è un premio del valore di 1.000 dollari conferito annualmente dalla Mathematical Association of America ad un massimo di 4 autori dei migliori articoli pubblicati dalle riviste The American Mathematical Monthly o da Mathematics Magazine.
Il riconoscimento fu istituito nel '64 in onore del matematico ed ex presidente dell'MAA Lester Randolph Ford Sr.. Nel 2012, il premio fu ribattezzato col nome attuale di Paul R. Halmos – Lester R. Ford Award in onore del matematico ungherese Paul Halmos e della sua famiglia per il supporto dato all'iniziativa. 

Lo stesso Halmos ricevette due volte il premio, nel '71 e nel '77.